# Barrow Island Airport
Barrow Island Airport är en flygplats i Australien. Den ligger i kommunen Ashburton och delstaten Western Australia, omkring 1 200 kilometer norr om delstatshuvudstaden Perth. Barrow Island Airport ligger 6 meter över havet. Den ligger på ön Barrow Island.
Trakten är glest befolkad. Det finns inga samhällen i närheten. 
Klimatförhållandena i området är arida. Genomsnittlig årsnederbörd är 240 millimeter. Den regnigaste månaden är januari, med i genomsnitt 63 mm nederbörd, och den torraste är juli, med 1 mm nederbörd.